# LOVE IS HERE (矢野顕子のアルバム)
『LOVE IS HERE』（ラブ イズ ヒア）は、矢野顕子のアルバム。1993年6月2日発売。発売元はEpic/Sony Records。

## 概要
LOVE LIFEの作風を発展させた、エピック3枚目にあたる作品。歌詞カードはニューヨーク市を舞台にしているなど、作者のアメリカ移住を意識させる作品である。
なお、本作の発売に伴い1993年に行われた、LOVE IS HEREツアーの模様は、「矢野顕子S席コンサート」として、1994年にビデオの発売が行われた。

## 収録曲
1. CHILDREN IN THE SUMMER　(作詞：糸井重里　作曲：矢野顕子)
  - 2011年に、矢野は上原ひろみとの共演でセルフカバーした。『Get Together 〜LIVE IN TOKYO〜』収録。
2. SHENANDOAH（英語版） (アメリカ民謡)
3. TIME IS　(作詞：矢野顕子・糸井重里・宮沢和史　作曲：矢野顕子)
4. YOU'RE NOT HERE(IN NY)　(作詞・作曲：矢野顕子)
5. LIVING WITH YOU　(作詞：矢野顕子　作曲：宮沢和史)
6. I AM A DOG　(作詞・作曲：矢野顕子)
7. あなたには言えない(CAN'T TELL YOU)　(作詞：宮沢和史・矢野顕子　作曲：矢野顕子)
  - ドラマ「有言実行三姉妹シュシュトリアン」のエンディングテーマ曲。アメリカ在住の矢野は、ビデオを送ってもらい同番組を見た[1]。
  - 同番組で使用されたTVサイズ版が歌とピアノのみのシンプルな構成になっているのに対し、アルバム版はアコーディオンによるバックトラックが加えられ、より物静かな雰囲気が強められている。TVサイズ版は当時発売された同番組のミニアルバムや後年のオムニバスアルバムにもフルサイズともども未収録となっているため、幻の音源となっている。
8. CALLING YOU　(作詞・作曲：矢野顕子)
  - NTTのCMソング
9. "湖のふもとでまだ猫と暮らしている(DOWN BY THE LAKE,STILL LIVING WITH MY CAT)"　(作詞・作曲：矢野顕子)
  - 「湖のふもとでねこと暮らしている」(LOVE LIFE収録)の続編。
10. LOVE IS　(作詞・作曲：矢野顕子)
  - 歌詞は新約聖書の「コリント人への第一の手紙」13章4節～8節を元にしている。